# Pierre Villon

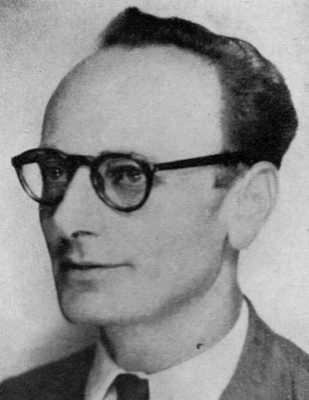
Pierre Villon (1946)

Pierre Villon, geboren als Roger Ginsburger, (* 27. August 1901 in Sulz/Oberelsass; † 6. November 1980 in Vallauris, Département Alpes-Maritimes) war ein französischer Architekt und Politiker. Als Mitglied der Résistance nahm er den Kampfnamen Pierre Villon an und behielt ihn später bei.

## Leben
Er war Mitglied der Kommunistischen Partei Frankreichs (PCF), die im September 1939 verboten wurde. Wie viele andere Kommunisten ging Villon in den Untergrund und schloss sich nach dem Fall Frankreichs dem Widerstand gegen die deutschen Besatzer an. Durch die bereits vorhandene Erfahrung im Untergrundkampf waren die französischen Kommunisten für die Arbeit in der Résistance besser vorbereitet als die kommunistischen Parteien in anderen besetzten Ländern.
Im Untergrund brachte Villon in Zusammenarbeit mit Marie-Claude Vaillant-Couturier, die er 1949 heiratete, die Zeitung L’Humanité heraus, in der er zu einer Nationalen Front zur Unabhängigkeit Frankreichs aufrief. Später gehörte er zu den Mitbegründern der Résistance-Gruppe Front National.
Im Februar 1942 begannen langwierige Diskussionen der verschiedenen Résistancegruppen über eine Vereinigung. Jean Moulin erreichte, dass die wichtigsten Résistance-Gruppen, also
- Jean-Pierre Lévys Franc-Tireur,
- Henri Frenays Combat,
- Emmanuel d’Astier de la Vigeries Libération Sud,
- der Front National,
- Pierre Brossolettes Comité d’action socialiste und
- Charles Delestraints Armée secrète

den Nationalen Widerstandrat (Conseil National de la Résistance, CNR) bildeten.

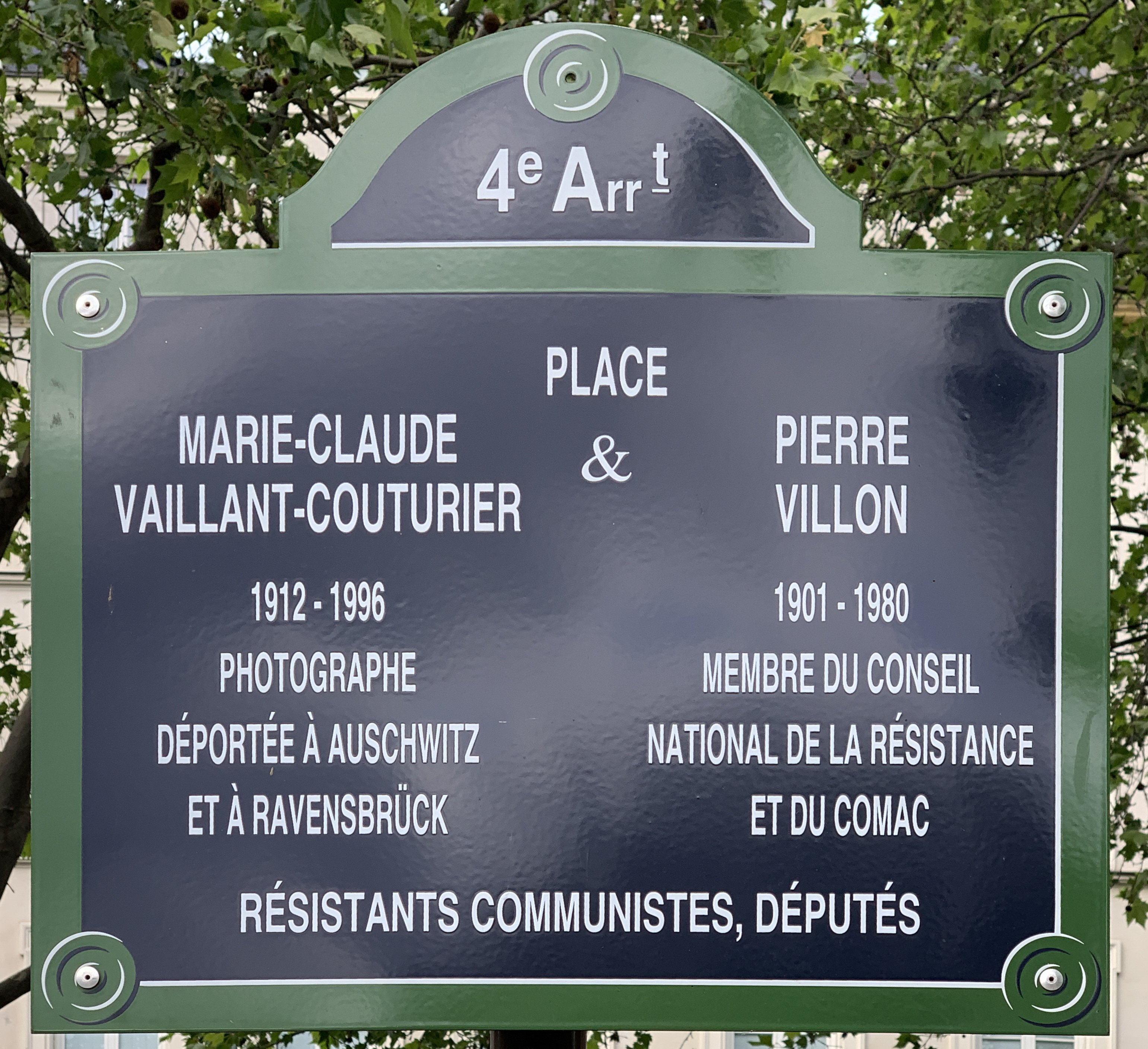
Place Marie-Claude Vaillant-Couturier et Pierre Villon

Villon blieb dem CNR gegenüber loyal bis zum Beginn der Landung in der Normandie, als er einen allgemeinen Aufstand gegen die Besatzungsmacht zu organisieren versuchte.
Er gehörte nach der Befreiung Frankreichs der provisorischen beratenden Nationalversammlung und später den konstituierenden Nationalversammlungen an. Von 1946 bis 1978 (mit Ausnahme von 1962 bis 1967) wurde er in seinem Wahlkreis Alliers als Abgeordneter der Nationalversammlung gewählt.
Nach dem Krieg wurde Villon in das Zentralkomitee der Kommunistischen Partei gewählt, dem er bis 1970 angehörte. Bis 1978 blieb er einer der Stellvertretenden Vorsitzenden.
Im Jahr 2009 wurden Villon und seine Frau durch die Benennung eines Platzes im 4. Arrondissement geehrt: La Place Marie-Claude-Vaillant-Couturier-et-Pierre-Villon (Paris).

## Werke (Auswahl)
- Neues Bauen in der Welt, 1929.
- Junge französische Architektur, 1930.